# Dalaman
Dalaman är en stad i provinsen Muğla vid sydvästra kusten i Turkiet, och är administrativ huvudort för ett distrikt med samma namn som staden. Folkmängden uppgick till 47 482 invånare i slutet av 2022. Staden har en flygplats som har charterflygningar från bland annat Sverige.